# Jeu avantageux
 (mars 2024).
La mise en forme du texte ne suit pas les recommandations de Wikipédia : il faut le « wikifier ».
Les points d'amélioration suivants sont les cas les plus fréquents. Le détail des points à revoir est peut-être précisé sur la page de discussion.
- Les titres sont pré-formatés par le logiciel. Ils ne sont ni en capitales, ni en gras.
- Le texte ne doit pas être écrit en capitales (les noms de famille non plus), ni en gras, ni en italique, ni en « petit »…
- Le gras n'est utilisé que pour surligner le titre de l'article dans l'introduction, une seule fois.
- L'italique est rarement utilisé : mots en langue étrangère, titres d'œuvres, noms de bateaux, etc.
- Les citations ne sont pas en italique mais en corps de texte normal. Elles sont entourées par des guillemets français : « et ».
- Les listes à puces sont à éviter, des paragraphes rédigés étant largement préférés. Les tableaux sont à réserver à la présentation de données structurées (résultats, etc.).
- Les appels de note de bas de page (petits chiffres en exposant, introduits par l'outil «  Source ») sont à placer entre la fin de phrase et le point final[comme ça].
- Les liens internes (vers d'autres articles de Wikipédia) sont à choisir avec parcimonie. Créez des liens vers des articles approfondissant le sujet. Les termes génériques sans rapport avec le sujet sont à éviter, ainsi que les répétitions de liens vers un même terme.
- Les liens externes sont à placer uniquement dans une section « Liens externes », à la fin de l'article. Ces liens sont à choisir avec parcimonie suivant les règles définies. Si un lien sert de source à l'article, son insertion dans le texte est à faire par les notes de bas de page.
- La présentation des références doit suivre les conventions bibliographiques. Il est recommandé d'utiliser les modèles {{Ouvrage}}, {{Chapitre}}, {{Article}}, {{Lien web}} et/ou {{Bibliographie}}. Le mode d'édition visuel peut mettre en forme automatiquement les références.
- Insérer une infobox (cadre d'informations à droite) n'est pas obligatoire pour parachever la mise en page.

Pour une aide détaillée, merci de consulter Aide:Wikification.
Si vous pensez que ces points ont été résolus, vous pouvez retirer ce bandeau et améliorer la mise en forme d'un autre article.
Le jeu avantageux, ou jeu avec avantage, est toute modalité ou condition qui peut être une opportunité d'augmenter les chances de réussite en jouant, contrairement à la triche qui est une dénaturation du jeu et une négation de ses règles. Il en est plus souvent question dans les jeux de casino en banque, mais également dans les jeux multi-joueurs, tels que le poker. Le jeu avantageux exploite les caractéristiques intrinsèques d'un jeu particulier pour donner au joueur un avantage par rapport à la maison ou aux autres joueurs. Bien qu'il ne soit pas illégal, le jeu avantageux est souvent découragé et certains joueurs avantagés peuvent être bannis de certains casinos.
Un joueur habile ou compétent peut obtenir un avantage dans un certain nombre de jeux. Les jeux de cartes ont été battus par les cartes tranchantes pendant des siècles. Certaines machines à sous et loteries à jackpots progressifs peuvent éventuellement offrir un jackpot si élevé qu'elles garantissent un rendement positif ou une superposition lorsqu'elles sont jouées à long terme, selon les mathématiques du jeu. Certains jeux en ligne peuvent être battus grâce à la chasse aux bonus.

## Paris sportifs et hippiques
Les paris sportifs et hippiques peuvent être battus en plaçant des paris d'arbitrage, qui consistent à placer des paris auprès de différents bookmakers qui proposent différentes lignes (cotes). De nombreux sites de paris sportifs en ligne proposent désormais des bonus tels que des paris gratuits ou de l'argent gratuit. Ces bonus sont généralement assortis de conditions selon lesquelles le parieur doit effectuer un certain nombre de paris. Par exemple, un site peut offrir 50 $ gratuits à un parieur s'il dépose 100 $ et place un total de 1 000 $ de paris. Ces conditions peuvent réduire le passif du bookmaker ou même offrir un petit avantage au parieur.
Une autre forme d'avantage peut être trouvée en pariant sur le « milieu » lors d'un événement sportif. Cette situation se produit lorsque deux bookmakers proposent des lignes différentes sur le même événement, ou si un parieur a placé un pari et que le bookmaker modifie la ligne. Le parieur prend simplement les lignes les plus favorables chez chaque bookmaker, et si le résultat du concours se situe entre les chiffres, ou au « milieu », alors le parieur remporte les deux paris.
Par exemple, le bookmaker A classe les Jets parmi les favoris à 4 points par rapport aux Bills. Le bookmaker B a les Jets comme favoris à 2 points. Le joueur avantagé peut parier les Bills +4 avec le Bookmaker A, puis les Jets -2 avec le Bookmaker B. Si les Jets gagnent par 3, le joueur avantagé récupère les deux paris. Si les Jets gagnent par 2 ou 4, le joueur avantagé récupère un pari gagnant et l'autre est un « push ». Et si les Jets gagnent ou perdent par un autre total, les deux paris sont annulés, laissant le joueur avantagé ne payer que la plus grande partie des paris. Compte tenu des lignes typiques de 10 cents, un milieu n'a besoin que de gagner 1 fois sur 21 pour atteindre le seuil de rentabilité, ce qui est un objectif réaliste. Le milieu est toujours un résultat plausible puisqu’il repose sur la force réelle des équipes. Middleling est un exemple d’arbitrage de ligne.

### Offres spéciales
Grâce aux offres spéciales proposées par les bookmakers, il est possible pour un parieur expérimenté de maximiser ses chances de gain. Ces offres spéciales peuvent inclure des remises en argent sur des événements spécifiques, des cotes améliorées et des points complémentaires. Pour tirer parti de ces offres spéciales, un parieur expérimenté utilisera les paris, le laying et le Dutching pour créer sa propre stratégie sur un événement qui ne garantira peut-être pas de profit, mais qui augmentera tout de même ses chances de succès par rapport au ou aux bookmakers impliqués. Les bonus d'inscription sont également considérés comme des offres spéciales et peuvent être utilisés de la même manière pour garantir un profit quelle que soit l'issue, en utilisant les principes des paris correspondants.

### Échanges de paris
Les bourses de paris offrent aux joueurs privilégiés la possibilité de réaliser un profit plus important que celui possible avec les bookmakers, car les bourses facturent une commission uniquement sur les gains nets  sur un marché de paris particulier. Une façon de gagner de l'argent sur les bourses est de "trader" - dans l'exemple ci-dessus, les Jets pourraient avoir une cote décimale préférée de 1,90 pour vaincre les Bills. Si un « trader » pense que ces cotes sont trop longues, il peut parier 1 000 $ sur les Jets, et s'il s'avère correct et que les cotes sur les Jets deviennent plus courtes, « licencier » en plaçant, disons, un pari de 1 016 $ contre les Jets à 1,87. Si les Jets gagnent, il récupère 900 $ sur son pari sur les Jets et paie environ 884 $ sur le pari qu'il a placé contre les Jets. Si les Jets perdent, il perd sa mise de 1 000 $ sur les Jets mais conserve la mise de 1 016 $ sur le pari qu'il a placé contre les Jets. Dans tous les cas, le « trader » réalise un bénéfice de 16 $ et il paiera une commission uniquement sur ce bénéfice (généralement pas plus de 5 % ou 80 cents dans cet exemple) pour un bénéfice net de 15,20 $, quel que soit le résultat. Bien sûr, si les chances vont dans le mauvais sens, le « trader » peut perdre de l'argent, mais la plupart des bourses ne facturent pas de commission en cas de perte nette.

## Blackjack
Le blackjack et d'autres jeux de table peuvent généralement être battus grâce à des techniques telles que le comptage de cartes, le jeu de cartes, le suivi du mélange, le tri des bords, et plusieurs autres méthodes. Les joueurs les plus compétents dans ces techniques ont été honorés en étant admis au Blackjack Hall of Fame.

## Vidéo poker
Certains jeux de vidéo poker, comme le Deuces Wild payant, peuvent être battus en utilisant une stratégie  de carte conçue par analyse informatique du jeu, souvent disponible à l'achat dans les boutiques de cadeaux des casinos. De manière similaire au Blackjack Hall of Fame, il existe un « Video Poker Hall of Fame » en ligne.
Certains jeux de vidéo poker proposant un jackpot progressif pour une quinte flush royale offrent un taux de remboursement supérieur à 100 % lorsque le montant du jackpot dépasse un certain seuil. On sait que des équipes organisées de joueurs de vidéo poker prennent d'assaut des banques de machines dans cette situation, jouant jusqu'à ce que le jackpot soit remporté (ce qui peut prendre plusieurs heures ).

## Poker
Le poker peut offrir un avantage à long terme à un joueur expérimenté car il se joue contre d'autres joueurs et non contre la maison. Le casino prélève généralement une commission (le rake) ou des frais de temps. La capacité d'un joueur de poker à réaliser un profit, en plus de couvrir le rake, dépend non seulement des compétences du joueur mais aussi du niveau de compétence de ses adversaires. Le degré de difficulté peut varier considérablement d'un casino à l'autre. Les tables avec une opposition relativement faible sont appelées « douces ».
Il existe un autre avantage à jouer au poker par rapport aux jeux où l'adversaire est la maison : puisque la maison n'a aucun intérêt direct dans le résultat d'une partie de poker, les joueurs de poker qui réussissent peuvent agir ouvertement sans risquer d'être exclus des casinos.
Alors qu'à court terme, la chance détermine principalement les résultats d'un joueur de poker, à long terme, le joueur expérimenté gagnera invariablement s'il joue contre une concurrence plus faible. Un joueur peut tirer profit de ses compétences de plusieurs manières. Par exemple, en comprenant les cotes du pot et les cotes implicites, un joueur peut évaluer s'il sera rentable de poursuivre un tirage couleur ou une quinte. Identifier des schémas exploitables dans le jeu d'un adversaire donne également un avantage au joueur expérimenté. Par exemple, un adversaire faible risque de ne jamais bluffer, ou bien de bluffer trop souvent. De même, un adversaire peut effectuer des mises élevées uniquement en bluffant et des mises plus modestes avec de bonnes mains (ou vice versa). Un joueur expérimenté qui remarque de telles tendances dans le jeu d'un adversaire peut prendre de meilleures décisions face à un tel pari.
Dans les environnements en direct, certains joueurs tirent parti des « tell », c'est-à-dire des expressions faciales et des manières de l'adversaire qui peuvent fournir des informations sur la force de la main du joueur. Les joueurs expérimentés utilisent toutes les informations disponibles (non seulement les actions d'un adversaire plus tôt dans une main, mais aussi ses actions lors des mains précédentes) pour évaluer quelle action sera la plus rentable, qu'il s'agisse de suivre, de se coucher, de bluffer ou de miser pour la valeur.

## Autres moyens d'obtenir un avantage

### Contrôle des dés
Les experts ne s'accordent pas sur la question de savoir si un avantage peut être obtenu dans certains autres jeux. Un exemple est le contrôle des dés. Les auteurs Stanford Wong et Frank Scoblete  ont affirmé qu'en plaçant et lançant les dés d'une certaine manière, les joueurs peuvent modifier suffisamment les probabilités du jeu de craps pour obtenir un avantage.

### Pachinko
Dans le jeu japonais du pachinko, il existe de nombreuses stratégies pour gagner, la plus fiable étant d'utiliser des informations privilégiées pour savoir quelles machines ont les paramètres de paiement les plus élevés. Grâce aux systèmes "Stock", "Renchan" et "tenjō", il est possible de gagner de l'argent en jouant simplement sur des machines où quelqu'un vient de perdre énormément d'argent. Cela est connu sous le nom d'être une « hyène». Ces individus sont faciles à reconnaître car ils parcourent les allées à la recherche d'un « Kamo » (qui signifie « meunier » en anglais) pour mettre leur machine en mode favorable.

### Prise de vue en angle
Le « tir en angle » est un autre type de jeu avec avantage. Bien que le « tir sous l'angle » soit légal, il peut être considéré comme contraire à l'éthique de battre les jeux de casino de cette manière. Une méthode pour obtenir un avantage dans un casino est le "hole carding", où un joueur essaie de regarder la carte cachée du croupier au blackjack, puis utilise cette information pour jouer sa main différemment. Cela confère clairement un avantage au joueur, car connaître les cartes de son adversaire réduit les risques liés au jeu. Profiter de paiements incorrects est un autre exemple de tir en angle. Par exemple, si un croupier inexpérimenté paie à 2 contre 1 au blackjack au lieu de 3 contre 2, ne pas le corriger revient également à profiter d'un paiement incorrect.
Le « tir en angle » peut également se produire au poker. Par exemple, dans le poker no-limit, un joueur peut dissimuler des jetons de haute valeur derrière des piles de jetons de faible valeur, donnant ainsi l'impression que sa pile est moins puissante qu'elle ne l'est en réalité. Un autre exemple est d'effectuer un mouvement illégal, que le joueur peut ensuite annuler s'il le souhaite. Alors que le tir en angle est considéré comme acceptable dans les jeux contre la maison, il est fortement critiqué dans les jeux où les joueurs s'affrontent entre eux, car cela perturbe l'ambiance à la table, rend le jeu moins attrayant pour les joueurs débutants et va à l'encontre de l'éthique du jeu.

### Bousculade informatique
Le bousculade informatique peut être une autre forme de jeu avantageux. Les joueurs, également connus sous le nom de Comp Hustlers ou Comp Wizards, qui se livrent à des jeux avec un faible avantage de la maison ou de petites mises, tels que les machines à sous, peuvent obtenir plus que ce à quoi ils s'attendent en termes de pertes grâce aux objets gratuits offerts par le casino. De nombreux joueurs avantagés prennent également des mesures pour maximiser les récompenses qu'ils reçoivent de leur jeu.

### Roue de roulette
Les roues de roulette présentant des défauts de fabrication ou une usure inégale peuvent atterrir sur certains numéros avec une fréquence statistiquement significative plus élevée. Il est parfois possible, grâce à un grand nombre d'observations ou à la détection de tendances d'usure à la surface de la roue, de déterminer cette situation et de parier en conséquence. Le médecin Richard Jarecki a réussi à exploiter avec succès ce phénomène dans les casinos européens au cours des années 1960 et 1970.

## Dangers
Les casinos prennent parfois des mesures pour contrer les joueurs qu'ils considèrent comme une menace, en particulier les compteurs de cartes ou les joueurs de cartes fermées. Cependant, certains casinos tolèrent les compteurs de cartes qui ne parient pas de gros montants, qui ne maîtrisent pas l'art du comptage ou qui n'utilisent pas un écart de mise important.
Certaines contre-mesures incluent le mélange lorsque le jeu est favorable au joueur, l'imposition de limites de mise, le « recul » des joueurs en leur demandant de ne plus jouer au blackjack ou en leur demandant de quitter le casino. Dans le New Jersey, il n'est pas permis de demander à un joueur de quitter une table pour compter les cartes, bien que le casino puisse toujours imposer des limites de paris ou mélanger plus tôt.
Les joueurs surpris à compter les cartes ou à utiliser des cartes fermées peuvent éventuellement être inscrits dans le Griffin Book et devenir indésirables dans la plupart des casinos. Bien que le Griffin Book ait été poursuivi en justice, il existe aujourd'hui d'autres substituts.
Dans le passé, les joueurs de vidéo poker et les joueurs habiles des machines à sous progressives étaient rarement expulsés pour avoir gagné, mais cette pratique est devenue courante aujourd'hui. Leurs avantages peuvent être réduits ou même éliminés.
Les parieurs sportifs habiles, également appelés « sharps », peuvent voir leurs limites de paris réduites et ne pas être autorisés à bénéficier des bonus des paris sportifs en ligne. Au lieu de cela, les parieurs sportifs habiles peuvent compter sur des « coureurs » pour placer et collecter leurs paris.
Les joueurs de craps doivent faire rebondir leurs lancers sur le mur du fond de la table afin d'éviter qu'un lanceur expérimenté n'influence le résultat.
Les joueurs avantagés respectent les règles établies du jeu et, par conséquent, dans la plupart des juridictions, ne sont pas considérés comme ayant commis de fraude contre le casino. Ainsi, même s'ils peuvent faire face à des sanctions imposées par les casinos, ils peuvent opérer sans menace de poursuites pénales pour leur comportement. Cependant, ce n'est pas le cas dans toutes les juridictions, et certains joueurs avantagés ont signalé que des contre-mesures plus agressives ont été prises, même dans des lieux de jeu bien connus comme Monte Carlo.